# ليوناردو سيلفا
ليوناردو سيلفا (بالبرتغالية: Leonardo Silva‏) (22 يونيو 1979 بريو دي جانيرو في البرازيل - ) هو لاعب كرة قدم برازيلي في مركز الدفاع. لعب مع أتلتيكو مينييرو وجمعية بورتوغيزا الرياضية ونادي أمريكا ونادي الوحدة ونادي بالميراس ونادي باهيا ونادي برازيليا ونادي جوفنتودي ونادي فيتوريا ونادي كروزيرو.

## روابط خارجية
- ليوناردو سيلفا على موقع الاتحاد الدولي (مؤرشف)  (الإنجليزية)
- ليوناردو سيلفا على موقع قاعدة بيانات كرة القدم.إي يو (الإنجليزية)
- ليوناردو سيلفا على موقع Soccerway.com (الإنجليزية)
- ليوناردو سيلفا على موقع عالم كرة القدم.نت (الإنجليزية)
- ليوناردو سيلفا على موقع AS.com (الإسبانية)